# گاوردوفسکی
گاوردوفسکی (به لاتین: Gaverdovsky) یک منطقهٔ مسکونی در روسیه است که در آدیغیه واقع شده‌است.